# ویتوریو روسی پیانلی
ویتوریو روسی پیانلی (ایتالیایی: Vittorio Rossi Pianelli؛ ‏ ۹ ژوئیهٔ ۱۸۷۵ – ۲۵ سپتامبر ۱۹۵۳) هنرپیشه و کارگردان فیلم اهل ایتالیا بود.
از فیلم‌ها یا برنامه‌های تلویزیونی که وی در آن نقش داشته‌است می‌توان به هدا گابلر و عشق ابدی اشاره کرد.